# SCT-2
El cohete SCT-2 fue el segundo cohete lanzado por México, se lanzó cerca de la Hacienda de La Begoña, Guanajuato el 1 de octubre de 1960. Este cohete al igual que el SCT-1 utilizaba alcohol, oxígeno y helio. 
Walter C. Buchanan con la experiencia del SCT-1, ordenó que se creara un nuevo cohete con un diseño modificado al de su predecesor, este contaba con aletas inferiores y superiores las cuales le permitió una mayor altura, el ancho total de las nuevas aletas fue de 1.184 metros. Las pruebas de este cohete fueron realizadas en el pueblo de San Bartolomé. A diferencia del cohete SCT-1, este cohete alcanzó una altura de 25 kilómetros y su tiempo de vuelo fue de 180 segundos. El peso total del cohete SCT-2 fue de 225 kg.